# Marie z Montferratu
Marie z Montferratu (francouzsky Marie de Montferrat; 1192? – 16. dubna 1212) byla dědička a krátce královna Jeruzalémského království.

## Život
Narodila se v roce 1192 v Týru jako dcera královny Isabely I. Jeruzalémské. Byla pojmenovaná po své babičce z matčiny strany, Marii Komnenovně. Její otec byl Isabelin druhý manžel, markýz Konrád z Montferratu. Konrád byl zavražděn 28. dubna 1192. Isabela byla v té době těhotná, ale Marie se mohla narodit i před smrtí svého otce.
Do týdne po Konrádově smrti se Isabela provdala za hraběte Jindřicha II. ze Champagne, který měl určité obavy, protože Isabeliným následníkem mohlo být Konrádovo dítě. Jindřich chtěl být zadobře s Amaurym Kyperským. Marie, jeho nevlastní dcera a Alice a Filipa, jeho dcery s Isabelou, byly proto zasnoubené s Amauryho syny Vítem, Janem a Hugem, ale Vít a Jan zemřeli mladí a pouze Alicino zasnoubení s Hugem tak bylo dotaženo do konce. Jindřich spadl z okna a zemřel 10. září 1197. Mariin další nevlastní otec byl král Amaury. Přeživšími dětmi z tohoto manželství, posledního královny Isabely, byly dvě dcery, Sibyla a Melisenda, a tak Marie zůstala předpokládanou dědičkou své matky.
Po matčině smrti roku 1205 se stala formálně královnou a regentství se ujal Jan z Ibelinu, nevlastní bratr zesnulé královny. V září 1210 se Marie v Akkonu provdala za údajně šedesátiletého chudého francouzského rytíře Jana z Brienne a 2. října byli v Tyru oba korunováni. Jan z Brienne se ujal vlády a podařilo se mu získat přízeň místní šlechty. Roku 1212 Marie porodila dceru Jolandu a krátce poté zemřela pravděpodobně na horečku omladnic.